# Hister trigonifrons
Hister trigonifrons är en skalbaggsart som beskrevs av Sylvain Auguste de Marseul 1861. Hister trigonifrons ingår i släktet Hister och familjen stumpbaggar. Inga underarter finns listade i Catalogue of Life.